# Radio Educación

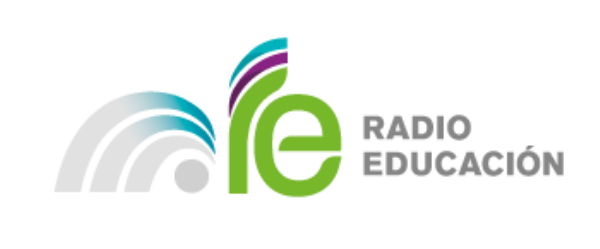

Radio Educación es una estación de radio pública cultural mexicana. Transmite en la frecuencia de 1060 kHz, banda de amplitud modulada (XECPAE-AM) con 100 kW de potencia diurnos y 20 kW de potencia nocturnos, canal libre internacional, y por el 96.5 MHz, banda de frecuencia modulada (XHEP-FM) con 6 kW de potencia, basada en la Ciudad de México. Es un organismo desconcentrado de la Secretaría de Cultura de México.

## Antecedentes
Radio Educación había iniciado sus operaciones en 1924 con código de señal CZE. En 1929, a solo cinco años de su salida al aire, la emisora de la Secretaría de Educación Pública (SEP) deja de transmitir. Vuelve a hacerlo hasta los primeros años de la década de los treinta con el código XFX. Durante el régimen de Lázaro Cárdenas, la XFX vive una época de gran actividad apoyando el proyecto de Educación Socialista impulsado por el gobierno. En 1940, la estación de la SEP volvió a salir del aire. Luego, avanzado ya el gobierno de Manuel Ávila Camacho, reanudó sus transmisiones por un corto periodo para volver a interrumpirlas con la llegada al poder de Miguel Alemán Valdés.

## Historia
En 1960, durante el gobierno de Adolfo López Mateos, se creó la Unidad de Grabación de la SEP, ubicada en la calle de Gabriel Mancera, departamento central de un proyecto destinado a apoyar la enseñanza de los maestros rurales a través de la producción de materiales audiovisuales. Esa unidad de grabación fue el germen del que más tarde surgiría la emisora XEEP, Radio Educación. En 1967 la emisora de la SEP salió nuevamente al aire, ya con el código XEEP, después de varios lustros de ausencia. Lo hizo, sin embargo, en condiciones muy difíciles. En las primeras transmisiones, efectuadas desde ese momento en la frecuencia de 1060 kHz, se utilizó un equipo de 1000 W de potencia y una antena improvisada, lo cual provocó fallas que tuvieron como resultado la avería del transmisor. Así, la emisora tuvo que esperar otro año para reiniciar sus transmisiones.  
En 1968, XEEP, Radio Educación, volvió al cuadrante nuevamente en condiciones adversas, con equipo deficiente, escasez de personal y serias dificultades de sintonía. Transmitió en horario discontinuo —de las 7 de la mañana a las 2 de la tarde y de las 6 de la tarde a las 10 de la noche— algo que era común en los años veinte, pero en desuso en los sesenta.  
En 1971, la transmisión era de 1 a 4 de la tarde y de 7 a 10 de la noche, de lunes a viernes. A partir de 1972, durante el gobierno de Luis Echeverría Álvarez, las cosas cambian para Radio Educación. Se construye una planta transmisora, con su respectiva antena, en un paraje ubicado a la altura del kilómetro 12 de la carretera México-Puebla. Ahí se monta un transmisor de 50 kW, lo que permite a XEEP ir aumentando poco a poco su potencia, primero a 10 kW, luego a 20 kW y finalmente a 50 kW con lo que dejó de ser un "fantasma" en el cuadrante. Asimismo, se construyó el edificio situado en la esquina de las calles Ángel Urraza y Adolfo Prieto, colonia Del Valle, donde se localiza desde entonces la emisora, sustituyendo así a las estrechas instalaciones de las calles de Circunvalación y Tabiqueros, desde donde transmitía.  
El 22 de noviembre de 1978, la SEP expidió un documento llamado Acuerdo 21 que definió a Radio Educación como un organismo desconcentrado de esa secretaría, lo que le otorga el mismo rango y la misma situación jurídica que el Instituto Nacional de Bellas Artes, el Instituto Politécnico Nacional o el Instituto Nacional de Antropología e Historia. Dejó de ser solo una emisora que se conoce como "Radio Educación" y pasó a ser un organismo público entre cuyos objetivos se encuentra la operación de la frecuencia denominada XEEP, pero que podrá operar otras frecuencias y ayudar al cumplimiento de los objetivos que en materia de radio fijan a la SEP diversos ordenamientos legales.
A partir de 2017 la señal de Radio Educación fue autorizada por el Instituto Federal de Telecomunicaciones del país para transmitir también por frecuencia modulada. Las transmisiones inician el 11 de noviembre del 2018 a las 12 horas en el 96.5 de FM.

### Directores
| Director(a) | Periodo           |
| --- | ----------------- |
| Antonio Castillo Ledón | 1968 - 1970       |
| Enrique Atonal* | 1970 - 1976       |
| Gerardo Estrada Rodríguez | 1976 - 1977       |
| Miguel Ángel Granados Chapa | 1977 - 1980       |
| José Antonio Álvarez Lima | 1980 - 1982       |
| Héctor Manuel Ezeta | 1982 - 1983       |
| Héctor Murillo Cruz | 1983 - 1988       |
| Alejandro Montaño Martínez | 1988 - 1991       |
| Luis Ernesto Pi Orozco | 1991 - 2000       |
| Lidia Camacho Camacho | 2001 - 2007       |
| Virginia Bello Méndez | 2007 - 2009       |
| Antonio Tenorio Muñoz Cota | 2009 - 2018       |
| Gabriel Sosa Plata | 2019 - 2022       |
| Jesús Alejo Santiago | 2022 - 2 dic 2024 |
| Maria Fernanda Tapia Canovi | 2 dic 2024 -      |
| *En 1970, María del Carmen Millán fue nombrada directora general de Educación Visual de la Secretaría de Educación Pública y designa a Enrique Atonal al frente del Departamento de Radio Educación. |                   |

## Señales de la emisora
La emisora cuenta con las siguientes señales:
- amplitud modulada - 1060 AM en la Zona Metropolitana del Valle de México
- frecuencia modulada - 96.5 FM con el indicativo
- Señal Cultura México - con el indicativo XEPPM, transmitiendo en la frecuencia 6185 en la banda internacional de 49 metros
- Señal Kukulcán - 107.9 de FM con el indicativo XHYRE en Mérida, Yucatán